# Щит князя Мстиславского
Булатный щит с золотой резьбой или щит Ф. Мстиславского — один из самых ценных предметов военной амуниции бывшей царской Большой казны, хранится в Оружейной палате Московского Кремля.
К 1622 году щит принадлежал боярину князю Федору Ивановичу Мстиславскому, бывшему председателю Семибоярщины и претенденту на русский престол. Князь, последний представитель рода Мстиславских-Заславских, собрал большую коллекцию оружия и доспехов, преимущественно восточного производства. После его смерти эти вещи были выкуплены царской казной. Некоторые из них, как например этот щит, вошли в состав «Большого Наряда». После смерти царя Михаила Фёдоровича они были переданы Оружейной палате в качестве музейных экспонатов.

## Описание
Щит был изготовлен мастером Мухаммедом Мумином Зернишаном в государстве Сефевидов в конце XVI века (имя мастера выгравировано на одной из резных полос, которыми украшен щит). Диаметр щита 48,8 см.
Щит выкован из цельного листа червленой булатной стали и прочеканен спиральными полосами. Пространство щита разделено на две секции — среднюю и внешнюю. В средней секции спиральные полосы идут по часовой стрелке, а внешний — наоборот. Эти полосы через одну инкрустированы резными изображениями цветов, зверей и жанровых сцен — батальных, охотничьих и других. Изображения сделаны в стиле иранских миниатюр XVI века. По центру щита расположена бляха-«плащ», украшенная драгоценными камнями. Ещё две бляхи меньшего размера расположены на внешней секции щита. Внешний край щита обильно украшен мелкими драгоценными и полудрагоценными камнями.

Вот описание щита на 1702 г.: 
" «Щит булат красной, круглые грани, за грань врезывано золото травы и звери; а в них шесть репьев сканных золотых с каменьем и в трех репьях нет трех каменьев; подвершье с яблочком золотое сканное, венец золотой сканной, этаж венца золота венец железной золочен травы чеадайские на обрез, земля канфарена; окола щита бахрама шолк червчат с серебром; с исподи прикрепка серебром кованым белым с гвоздми серебреными золочены горощатыми; две пряжи золотые гладкие привязошные с цветками; подложен, подушечка отлас серебрен; а на нем по сторонам четыре клейма Немецких; в подушки привяска оболочена бархатом червчетым на кольцах медных; в подвершьях и у яблока, и в репьях, и в венце тысеча четыре ста сорок восемь искорок мелких лаликов и винисок, и бирюз, да тридцать два зернышка жемчужных ... цена поэтому щиту по оценке стволнаго дела мастера Афанасья Вяткина с товарищи тысеча рублев, а в прежней описной книге написан первым же»
10px
В целом этот уникальный щит украшен 1478 мелкими драгоценными камнями и 32 жемчужинами.